# De Havilland Albatross
De Havilland DH.91 Albatross – brytyjski samolot pasażerski i pocztowy z końca lat 30. XX wieku, wybudowany w siedmiu egzemplarzach. Dwa były podczas drugiej wojny światowej użytkowane przez Royal Air Force.

## Historia

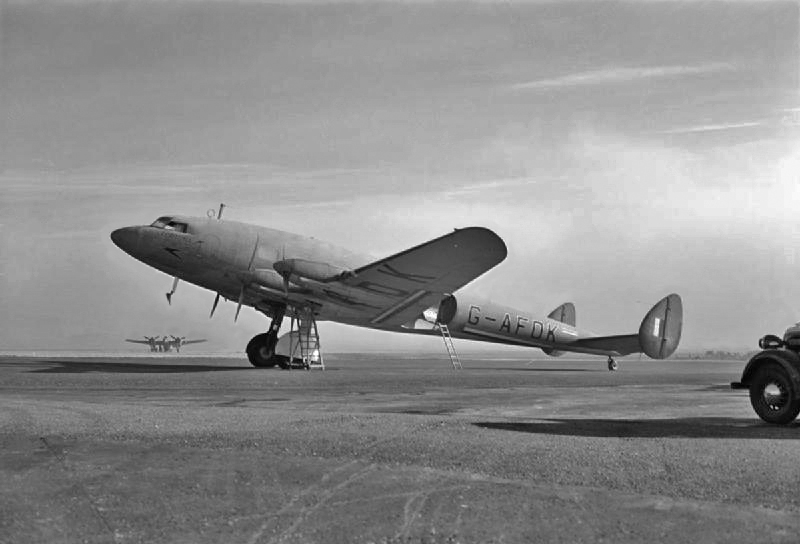
De Havilland DH.91 w barwach BOAC, 1941 r.

Projekt DH.91 powstał w wytwórni lotniczej de Havilland na zamówienie brytyjskiego Ministerstwa Lotnictwa nr 36/35 na dwa egzemplarze transatlantyckiego samolotu do przewozu poczty. Prototyp odbył pierwszy lot 20 maja 1937 roku na lotnisku fabrycznym w Hatfield. W konstrukcji użyto nowych silników de Havilland Gipsy Twelve i zastosowano czystą linię aerodynamiczną płatowca. Przeprowadzone badania w locie wykazały konieczność modyfikacji i wzmocnienia części ogonowej, po czym dwa egzemplarze dostarczono liniom lotniczym Imperial Airways dla prowadzenia doświadczeń w długodystansowych lotach pocztowych.
W latach 1938–1939 wybudowano jeszcze pięć egzemplarzy wersji pasażerskiej, różniących się innym oszkleniem kabiny, przystosowanej do przewozu do 22 osób. Po wybuchu wojny obsługiwały one w barwach British Overseas Airways Corporation połączenia z Bristolu (lotnisko Whitchurch) do Lizbony i Shannon. Dwa z nich uległy wypadkom w ostatnich miesiącach 1940 roku, trzeci rozbił się w Shannon w lipcu 1943 roku. Pozostałe dwa zostały wycofane z użycia pod koniec 1944 roku w związku z brakiem części zamiennych.
Dwa egzemplarze pocztowe zostały we wrześniu 1940 roku przejęte przez Royal Air Force i włączone do 271. Eskadry, obsługującej transport pomiędzy Wielką Brytanią a Islandią. Obydwa uległy zniszczeniu podczas lądowania na lotnisku w Reykjavíku w sierpniu 1941 i kwietniu 1942 roku.

## Opis konstrukcji
De Havilland DH.91 Albatross był czterosilnikowym wolnonośnym dolnopłatem konstrukcji drewnianej. Podwozie samolotu było klasyczne, trójpodporowe z kółkiem ogonowym, chowane w locie. Napęd stanowiły cztery silniki rzędowe de Havilland Gipsy Twelve, dwunastocylindrowe w układzie odwróconego V, o mocy 525 hp (391 kW) każdy. Załogę stanowiły cztery osoby, kabina w wersji pasażerskiej mogła pomieścić 22 pasażerów.
Koncepcja drewnianego samolotu o czystych liniach aerodynamicznych posłużyła projektantom wytwórni do opracowania konstrukcji wielozadaniowego samolotu wojskowego de Havilland Mosquito.